# Godfrey Rampling
Pour la fille de Godfrey Rampling, voir Charlotte Rampling.
Godfrey Lionel Rampling, né le 14 mai 1909 à Blackheath et mort le 20 juin 2009 à Bushey, est un militaire et athlète britannique spécialiste du 400 mètres.

## Biographie
Il remporte le 440 yards des championnats de l'Amateur Athletic Association (AAA) en 1931 et 1934. Sélectionné pour les Jeux olympiques de Los Angeles de 1932, il s'incline en demi-finale du 400 mètres mais remporte en fin de compétition la médaille d'argent du relais 4 × 400 mètres aux côtés de Crew Stoneley, Thomas Hampson et David Burghley. Devancée de trois secondes par les États-Unis, l'équipe britannique établit un nouveau record d'Europe de la discipline en 3 min 11 s 2. En 1934 à Londres, Godfrey Rampling décroche deux médailles d'or lors des Jeux de l'Empire britannique, s'imposant sur 440 yards et au titre du relais 4 × 440 yards. 
Il obtient le plus grand succès de sa carrière lors des Jeux olympiques de 1936, à Berlin, en s'adjugeant le titre du relais 4 × 400 mètres aux côtés de ses compatriotes Frederick Wolff, William Roberts et Godfrey Brown. Le relais britannique devance finalement les États-Unis et l'Allemagne.
Colonel dans l'armée britannique jusqu'en 1958, il est le père de l'actrice Charlotte Rampling. Il meurt en 2009, un mois après son centième anniversaire,.

## Palmarès
| Date | Compétition                  | Lieu        | Résultat | Discipline    |
| ---- | ---------------------------- | ----------- | -------- | ------------- |
| 1932 | Jeux olympiques              | Los Angeles | 2e       | 4 × 400 m     |
| 1934 | Jeux de l'Empire britannique | Londres     | 1er      | 440 yards     |
| 1934 | Jeux de l'Empire britannique | Londres     | 1er      | 4 × 440 yards |
| 1936 | Jeux olympiques              | Berlin      | 1er      | 4 × 400 m     |